# Ablade Glover
Ablade Glover, nascido em 1934 em Accra, Gana, é um artista contemporâneo ganense.
Ele expôs muitas vezes e forjou uma reputação internacional, sendo considerado uma figura-chave no cenário artístico da África Ocidental. Suas obras estão em muitas coleções públicas e privadas de prestígio, incluindo o Palácio Imperial em Tóquio, a sede da UNESCO em Paris e o Aeroporto Internacional O'Hare de Chicago.
Ele recebeu vários reconhecimentos nacionais e internacionais, incluindo a Ordem do Volta em Gana, é membro vitalício da Royal Society of Arts em Londres e é membro da Academia de Artes e Ciências de Gana. Foi Professor Associado, Chefe do Departamento de Educação Artística e Reitor da Faculdade de Arte da Universidade de Ciência e Tecnologia Kwame Nkrumah até 1994.

## Juventude e formação
Emmanuel Ablade Glover nasceu em 1934 na comunidade La em Accra, na Gold Coast (colônia britânica), hoje capital de Gana.
Foi educado em escolas missionárias presbiterianas. Ele treinou como professor na Universidade de Ciência e Tecnologia Kwame Nkrumah em Kumasi (1957-58), quando Gana conquistou a independência em 1957. O novo governo encorajou artistas e artesãos a abraçar sua cultura local enquanto estudavam arte ocidental Ele então obteve uma bolsa para estudar design têxtil na Central School of Art and Design de Londres (1959-62).
Glover retornou a Gana em 1964 para lecionar por um tempo em uma escola secundária local, antes que outra bolsa, concedida pela Universidade Kwame Nkrumah, lhe permitisse estudar educação artística na Universidade de Newcastle upon Tyne (1964-65), onde começou a usar a ferramenta que moldou sua técnica quando seu professor sugeriu que ele usasse uma espátula para aplicar a tinta, em vez de pincéis.
Glover então continuou seus estudos nos Estados Unidos, obtendo um mestrado na Universidade de Kent, depois um doutorado na Universidade Estadual de Ohio, onde obteve um doutorado em 1974.

## Carreira

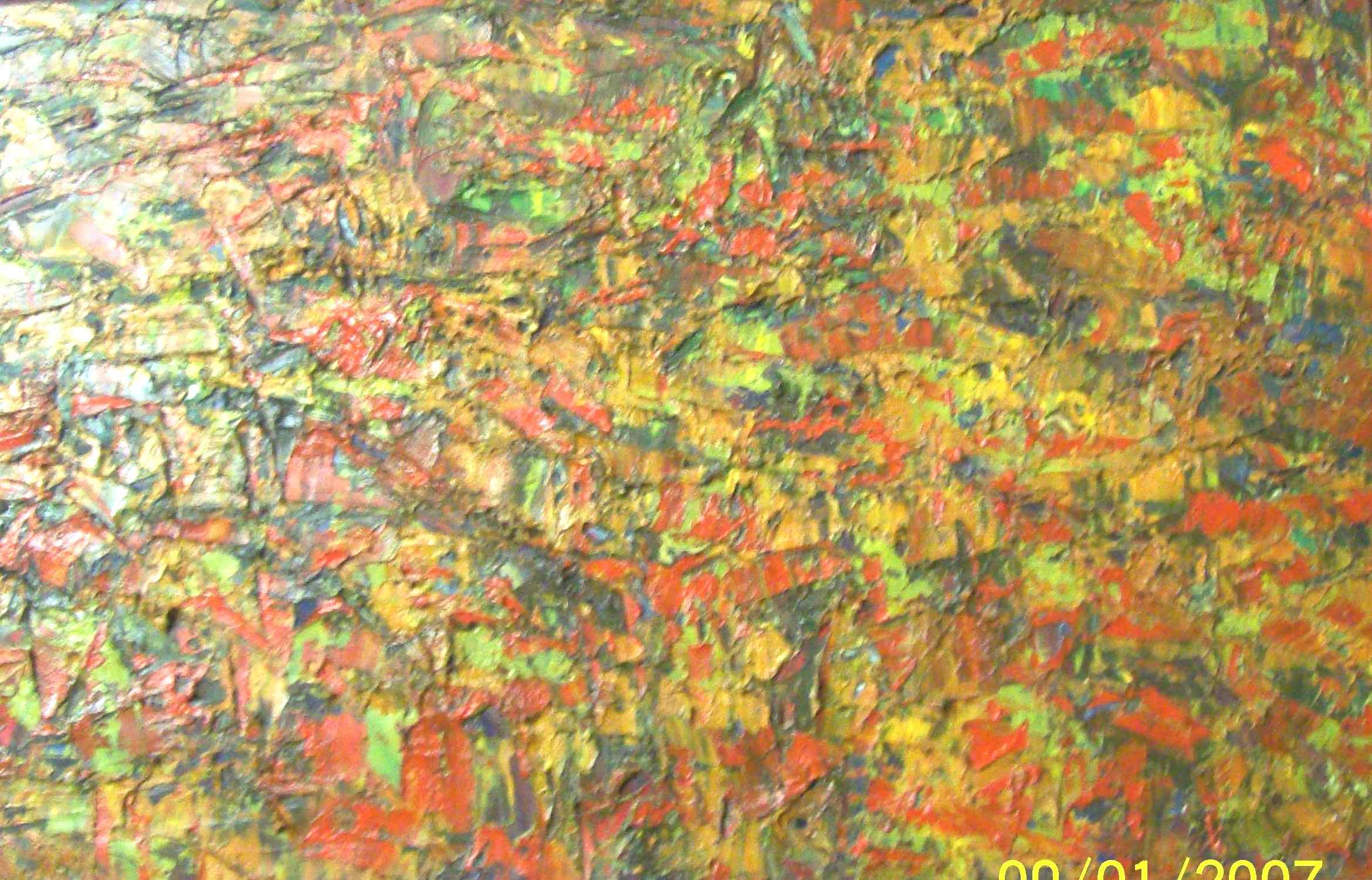
Pintura em amarelo

Retornando a Gana depois de obter seu doutorado, Glover lecionou nas duas décadas seguintes na Faculdade de Humanidades da Universidade de Kumasi, tornando-se chefe de departamento e reitor da faculdade. Ele alcançou o posto de professor associado durante este período.
Fundou a Artists Alliance Gallery com sede em Acra, que tem suas raízes em uma galeria anterior que fundou na década de 1960 e que, em sua nova encarnação, foi inaugurada por Kofi Annan em 2008.
Além de ser uma saída para o trabalho de Glover, esta galeria apresenta o trabalho de outros artistas importantes como Owusu-Ankomah e George Afedzi Hughes, bem como colecionáveis locais.
Em 1992, Ablade Glover foi convidado a participar da exposição "Artistas africanos contemporâneos: mudando a tradição em York". É a primeira grande exposição americana dedicada exclusivamente a artistas africanos. Glover aparece assim ao lado de nove grandes artistas do continente africano, incluindo El Anatsui, Bruce Onobrakpeya, Youssouf Bath, Tapfuma Gutsa, Souleymane Keita, Nicholas Mukomberanwa, Henry Munyaradzi e Rosemary Karuga.
Glover foi Professor Associado, Chefe do Departamento de Educação Artística e Reitor da Faculdade de Arte da Universidade de Ciência e Tecnologia Kwame Nkrumah até 1994, quando se aposentou do ensino. De seguida dedicou-se à pintura e à sua galeria em Acra, Artists Alliance, dedicada à arte africana contemporânea.

## Estilo
Pintor figurativo, Glover lida principalmente com atmosferas urbanas; suas cores quentes transcrevem a grande atividade em torno dos centros onde a população se reúne: mercados, praças, tempos de oração, trânsito, mas também vilarejos, praias, florestas, estacionamentos de caminhões, favelas, etc. Também presta homenagem às mulheres africanas e ganenses em particular. O estilo de Glover foi descrito como "rodopiando entre abstração e realismo".
Tecnicamente, suas pinturas adquirem relevo graças à espessura do material da tinta utilizada por Glover. Ele também usa cores quentes e contrastantes.

## Honras e reconhecimentos
Em 1998, Glover recebeu o Flagstar Award da ACRAG (Associação de Críticos de Arte de Gana) e também foi homenageado com o Distinguished Alumni Award do Instituto Afro-Americano de Nova Iorque. Recebeu vários prêmios nacionais e internacionais, incluindo a Ordem da Volta em Gana em 2007, o Millennium Excellence Award em 2010 e é membro vitalício da Royal Society of Arts, em Londres. Ele também é membro da Academia de Artes e Ciências de Gana.

## Conservação

### Coleções públicas
- Japão
  - Palácio Imperial de Tóquio[16]
- França
  - UNESCO, sede em Paris[16][13]

### Coleções particulares
- Chicago, Estados Unidos
  - Aeroporto Internacional de Chicago O'Hare[3]